# Los Angeles Lakers 1977-1978
La stagione 1977-78 dei Los Angeles Lakers fu la 29ª nella NBA per la franchigia.
I Los Angeles Lakers arrivarono quarti nella Pacific Division della Western Conference con un record di 45-37. Nei play-off persero al primo turno con i Seattle SuperSonics (2-1).

## Roster
| N° | Naz.                   | Ruolo | Sportivo            | Anno | Alt. | Peso |
| -- | ---------------------- | ----- | ------------------- | ---- | ---- | ---- |
| 2  | Stati Uniti (bandiera) | A     | Kenny Carr          | 1955 | 201  | 100  |
| 4  | Stati Uniti (bandiera) | GA    | Adrian Dantley      | 1956 | 196  | 94   |
| 5  | Stati Uniti (bandiera) | A     | Tom Abernethy       | 1954 | 201  | 100  |
| 10 | Stati Uniti (bandiera) | G     | Norm Nixon          | 1955 | 188  | 77   |
| 11 | Stati Uniti (bandiera) | GA    | Charlie Scott       | 1948 | 196  | 79   |
| 12 | Stati Uniti (bandiera) | G     | Don Chaney          | 1946 | 196  | 95   |
| 15 | Stati Uniti (bandiera) | G     | Ernie DiGregorio    | 1951 | 183  | 82   |
| 23 | Stati Uniti (bandiera) | GA    | Lou Hudson          | 1944 | 196  | 95   |
| 24 | Stati Uniti (bandiera) | AC    | Kermit Washington   | 1951 | 203  | 104  |
| 30 | Stati Uniti (bandiera) | G     | Brad Davis          | 1955 | 191  | 82   |
| 33 | Stati Uniti (bandiera) | C     | Kareem Abdul-Jabbar | 1947 | 218  | 102  |
| 35 | Stati Uniti (bandiera) | A     | Don Ford            | 1952 | 206  | 98   |
| 40 | Stati Uniti (bandiera) | AC    | Dave Robisch        | 1949 | 208  | 107  |
| 42 | Stati Uniti (bandiera) | C     | James Edwards       | 1955 | 213  | 102  |
| 43 | Stati Uniti (bandiera) | GA    | Earl Tatum          | 1953 | 196  | 84   |
| 52 | Stati Uniti (bandiera) | GA    | Jamaal Wilkes       | 1953 | 198  | 86   |

## Staff tecnico
- Allenatore: Jerry West
- Vice-allenatori: Stan Albeck, Jack McCloskey